# جواو بلاتا
جواو بلاتا (1 مارس 1992 بغواياكيل في الإكوادور - ) هو لاعب كرة قدم إكوادوري في مركز الهجوم. شارك مع منتخب الإكوادور لكرة القدم. أما مع النوادي، فقد لعب مع ريال سالت ليك ونادي تورونتو وليجا دي كويتو.

## وصلات خارجية
- جواو بلاتا على موقع الدوري الأمريكي (الإنجليزية)
- جواو بلاتا على موقع قاعدة بيانات كرة القدم.إي يو (الإنجليزية)
- جواو بلاتا على موقع ناشيونال فوتبول تيمز (الإنجليزية)
- جواو بلاتا على موقع Soccerway.com (الإنجليزية)
- جواو بلاتا على موقع عالم كرة القدم.نت (الإنجليزية)
- جواو بلاتا على موقع AS.com (الإسبانية)